# Delerium
Delerium es un grupo de música canadiense, fundado en 1987 en Vancouver, parte del proyecto Front Line Assembly, actualmente formado por Bill Leeb, Rhys Fulber y Chris Peterson. La música del grupo es de influencia industrial con ritmos góticos, sin embargo ha alcanzado ritmos que abarcan los géneros de electrónica, pop y new age.

## Historia
En un principio Delerium sería un proyecto de dos miembros, pero al curso del tiempo se fueron agregando más integrantes, pero el único que ha permanecido fijo en el proyecto ha sido Bill Leeb. Antes de 1986, Leeb había colaborado para otro grupo llamado Skinny Puppy y había creado su propio proyecto llamado Front Line Assembly, que tenía como colaborador Michael Balch. En 1987 lanzaron el primer disco de Delerium que es Faces, Forms, & Illusions. Al principio Delerium era una idea de la música sobrante de Front Line Assembly, pero poco a poco fue tomando importancia alcanzando el grado de ser el más importante junto Front Line Assembly. Hacia el álbum Karma, Rhys Fulber se retira del proyecto, quedando solo Bill Leeb junto con Chris Peterson Corn Dog. Fulber regresa al proyecto para el álbum Chimera.

## Integrantes
- Rhys Fulber
- Bill Leeb
- Chris Peterson (Corn Dog)
- Michael Balch

Delerium tiene una amplia gama de artistas colaboradores, en su mayoría mujeres, llegando a ser 24 artistas invitados. Este trayecto se dio después del grandioso disco Semantic Spaces, donde por primera vez una voz canta y es femenina, algunas son Kristy Thirsk, Sarah McLachlan, Leigh Nash (de Sixpence None the Richer), Lisa Gerrard, Jaël (de la banda suizaLunik), Camille Henderson, Nerina Pallot, Emily Haines (de Metric), Jacqui Hunt (de Single Gun Theory) y Isabel Bayrakdarian. Solamente dos hombres han contribuido en Delerium Matthew Sweet ("Daylight", en Poem) y Greg Froese ("Apparition", en Nuages du Monde); también muestreó Baaba Maal ("Awakenings", en "Spiritual Archives").

## Artistas invitados / vocalistas
- Camille Henderson
Karma: "Duende"
- Emily Haines
Chimera: "Stopwatch Hearts"
Cofundador, cantante y tecladista de la banda electrónica Metric.
- Isabel Bayrakdarian
Nuages Du Monde : "Angelicus", "Lumenis"
- Jacqui Hunt
Karma: "Euphoria (Firefly)"
Primera voz de Single Gun Theory.
- Jaël
Chimera: "After All"
Nuages Du Monde: "Lost and Found"
De la banda suiza Lunik.
- Jenifer McLaren
Poem: "Fallen Icons", "Nature's Kingdom II"
Artista canadiense de pop. Fue su primer debut con Nettwerk.
- Joanna Stevens
Poem: "Myth", "A Poem for Byzantium"
Integrante de Solar Twins, un grupo electrónico de los Ángeles, originalmente ingleses.
- Julee Cruise (de Iowa)
Chimera: "Magic"
Trabajó con Angelo Badalamenti, David Lynch, y Moby.
- Kiran Ahluwalia
Nuages du Monde: "Indoctrination"
- Kirsty Hawkshaw
Poem: "Nature's Kingdom", "Inner Sanctum"
Nuages Du Monde: "Fleeting Instant"
Cantante de varias bandas como Opus III, Sleepthief, Pulusha, BT, Tiesto, y Mr. Sam. [Sitio personal http://www.kirstyhawkshaw.co.uk].
- Kristy Thirsk
Chimera: "Returning"
Nuages Du Monde: "Self-Saboteur" (habló en algunas versiones de "Self-Sabateur")
Karma: "Enchanted", "Wisdom", "'Til the End of Time", "Heaven's Earth", "Lamentation"
Semantic Spaces: "Flowers become Screens", "Incantation", "Flatlands"
Kristy también tiene una carrera en solitario y ha cantado para Sleepthief, Balligomingo, Front Line Assembly, D:Fuse & Mike Hiratzka, y Rose Chronicles.
- Leigh Nash
Poem: "Innocente"
Chimera: "Run For It", "Orbit Of Me"
Primera voz de Sixpence None the Richer.
- Margaret Far
Chimera: "Just A Dream"
- Matthew Sweet
Poem: "Daylight"
Una parte de The Thorns; también tiene una carrera solista de pop.
- Mediæval Bæbes, The
Poem: "Aria"
Nuages Du Monde: "Sister Sojourn Ghost", "Extollere"
Grupo de jóvenes que cantan al estilo medieval en latín.
- Nerina Pallot
Chimera: "Truly"
Tiene dos álbumes, Dear Frustrated Superstar y Fires.
- Rachel Fuller
Chimera: "Touched"
Rachel ha trabajado con Pete Townshend (de The Who, quien tocó las guitarras en Touched) y ella usó sus orquestas en su música.
- Rani Kamal (Rani Kamalesvaran)
Poem: "Underwater"
Chimera: "Fallen"
Rani ha trabajado con Conjure One (Rhys Fulber's project).
- Sarah McLachlan
Karma: "Silence"
Sarah es una renombrada cantante y compositora internacionalmente reconocida.
- Sultana (Songul Akturk)
Chimera: "Forever After"
Sultana es una rapera de Turkia.
- Zoë Johnston
Chimera: "Love"
Nuages Du Monde: "The Way you want it to be"
Zoë es miembro de Faithless y trabajó con la banda Bent.

## Música
La música paso de ser un Dark Ambient a ser más bailable gracias a la unión de Rhys Fulber. Después del disco Karma, Fulber se desligó de Delerium y Leeb se unió a Peterson.

## Discografía

### Álbumes
- Faces, Forms & Illusions (Dossier, 1989), LP / CD
- Morpheus (Dossier, 1989), LP / CD
- Syrophenikan (Dossier, 1990), LP / CD
- Stone Tower (Dossier, 1991), LP / CD
- Euphoric (Third Mind, 1991), EP / CD
- Spiritual Archives (Dossier, 1991), LP / CD
- Spheres (Dossier, 1994), LP / CD
- Spheres 2 (Dossier, 1994), LP / CD
- Semantic Spaces (Nettwerk, 1994), CD
- Karma (Nettwerk, 1997), CD
- Karma (w / bonus disc) (Nettwerk, 1997, 1999, 2000), 2CD
- Poem (Nettwerk, 2000), CD
- Poem (w / bonus disc) (Nettwerk, 2000), 2CD
- Nuages du Monde (Nettwerk, 2006), CD (October 3)
- Music Box Opera (Nettwerk, 2012), 1CD

### Sencillos
- "Flowers Become Screens" (Nettwerk, 1994), CD
- "Incantation" (Nettwerk, 1994), 12"
- "Euphoria (Firefly)" (Nettwerk, 1997), CD
- "Duende" (Nettwerk, 1997), CD
- "Silence" (Nettwerk, 1999, 2000), CD
- "Heaven's Earth" (Nettwerk, 2000), CD
- "Innocente" (Nettwerk, 2001), CD
- "Underwater" (Nettwerk, 2002), CD
- "After All" (Nettwerk, 2003), CD
- "Run for It" (Nettwerk, 2003), promotional CD
- "Truly" (Nettwerk, 2004), CD
- "Silence 2004" (Nettwerk, 2004), CD
- "Angelicus" (Nettwerk, 2007), promotional CD
- "Lost and Found" (Nettwerk, 2007), promotional CD

### Compilaciones
- Reflections I (Dossier, 1995), CD
- Reflections II (Dossier, 1995), CD
- Archives I (Nettwerk, 2002), 2CD
- Archives II (Nettwerk, 2002), 2CD
- Odyssey: The Remix Collection (Nettwerk, 2001), 2CD
- The Best Of (Nettwerk, 2004), CD

### Remixes
- Speedy J – "Pull Over" (1997)
- Tara MacLean – "Divided" (2000)
- Sasha Lazard – "Awakening" (2002)
- Clint Mansell – "Requiem for a Dream Soundtrack - Deluxed" (2002)
- Lunik – "Waiting" (2003)